# Nástřih hráze
Nástřih hráze, známý jako epiziotomie, je chirurgický řez hráze a zadní vaginální stěny obecně prováděný porodní asistentkou nebo porodníkem. Nástřih hráze se obvykle provádí během druhé fáze porodu, aby se rychle zvětšil otvor pro dítě. Řez, který může být proveden v úhlu 90 stupňů od vulvy směrem ke konečníku nebo v úhlu od zadního konce vulvy (medio laterální epiziotomie), je prováděn pod lokálním anestetikem (anestézie pudendálního nervu) a po porodu je zašit.
Již se nedoporučuje jeho rutinní použití. Přesto je to jeden z nejčastějších lékařských postupů prováděných na ženách. Ve Spojených státech amerických byl k roku 2012 proveden u 12 % vaginálních porodů. Nástřih se stále široce provádí v mnoha částech světa, včetně Japonska, Tchaj-wanu, Číny a Španělska.

## Použití
Během porodu může dojít k natržení hráze, nejčastěji při roztažení pochvy v okamžiku, když hlava dítěte prochází, zejména pokud dítě rychle sestupuje. Nástřih hráze se provádí ve snaze zabránit natržení měkkých tkání, které mohou zahrnovat anální svěrač a konečník. Natržení může postihnout i kůži hráze nebo zasahovat do svalů a análního svěrače a konečníku. Porodní asistentka nebo porodník se mohou rozhodnout provést chirurgický řez na hrázi nůžkami nebo skalpelem, aby se usnadnilo narození dítěte a zabránilo se těžkému natržení, které by mohlo být obtížně opravitelné. Řez je opraven stehy (švy). Některá zařízení pro porod mají politiku rutinního nástřihu hráze.
Ve Švédsku, kde nástřih hráze není prováděn, dosahuje výskyt závažných porodní poranění konečníku s rizikem trvalého handicapu žen zhruba 3 až 4 procent. V České republice, kde jsou prováděny nástřihy hráze v nižších desítkách procent porodů (není již však plošně prováděn primárně, tedy preventivně), se toto číslo pohybuje mezi 0,3 až 0,4 procenty.
Ačkoli indikace o potřebě nástřihu se liší a mohou být dokonce kontroverzní (viz diskuse níže), tak tam, kde se technika používá, existují dvě hlavní varianty. Oba jsou zobrazeny na obrázku výše.
- V jedné variantě, tzv. střední epiziotomie, je linie řezu vede středem na řiť. Tato technika rozdvojuje perineální tělo, které je nezbytné pro integritu pánevního dna. Rychlý porod může také přervat – a závažněji – tělo hráze, což vede k dlouhodobým komplikacím, jako je inkontinence. Proto se často používá šikmá technika (také na obrázku výše).
- Při tzv. šikmé technice se střih vyhýbá hlavní části hráze, stříhá se pouze vaginální epitel, kůže a svaly (transversalius a bulbospongiosus). Tato technika pomáhá při prevenci zranění v hrázi chirurgickým nebo traumatickým způsobem.

V roce 2009 Cochraneova metaanalýza založená na studiích s více než 5 000 ženami dospěla k závěru, že: „Restriktivní zásady nástřihu hráze se zdají mít řadu výhod ve srovnání s politikami založenými na rutinním nástřihu. Tam je méně následných zranění hráze, méně šití a méně komplikací, žádný rozdíl pro větší míry bolesti a těžké vaginální nebo hrázové zranění (traumata), ale je tam zvýšené riziko následného hrázového traumatu u restriktivních nástřihu.“  Autoři nebyli schopni najít kvalitní studie, které by porovnávaly nástřih hráze rovně a šikmo.